# 윌리엄 라이트

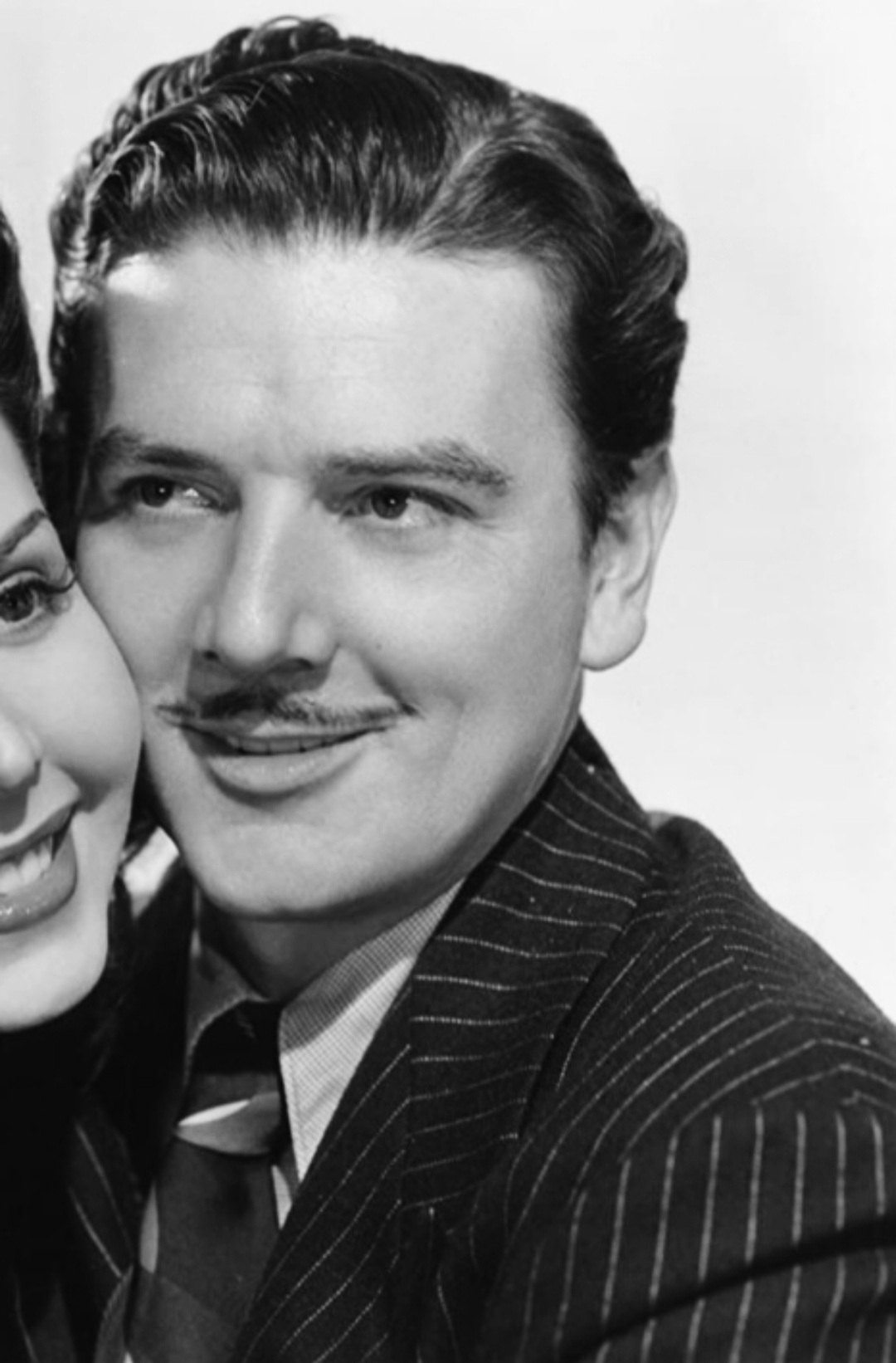

윌리엄 라이트(William Wright, 1911년 1월 5일 ~ 1949년 1월 19일)는 미국의 배우, 영화배우이다.
오그던에서 태어났으며 엔세나다에서 사망하였다. 사인은 암이다.

## 영화
- 러버 컴 백 (1946년)
- 이브 뉴 허 애플스 (1945년)
- 이디 워즈 어 레이디 (1945년)
- 레버릴 위드 비벌리 (1943년)
- 트루 투 더 아미 (1942년)
- 스웨터 걸 (1942년)
- 루이지아나 퍼처스 (1941년)